# Mazurka
Mazurka (ros. Мазурка) – wieś (sieło) w Rosji, w obwodzie woroneskim, w rejonie poworińskim. W 2010 liczyła 786 mieszkańców.